# Dermatodidymocystis
Dermatodidymocystis är ett släkte av plattmaskar. Dermatodidymocystis ingår i familjen Didymozoidae.
Kladogram enligt Catalogue of Life:
| Dermatodidymocystis | \| \| Dermatodidymocystis vivipara \| \| \| \| \| \| Dermatodidymocystis viviparoides \| \| \| \| |
|                     | \| \| Dermatodidymocystis vivipara \| \| \| \| \| \| Dermatodidymocystis viviparoides \| \| \| \| |
|                     | Adenodidymocystis                                                                                 |
|                     |                                                                                                   |
|                     | Allometanematobothrioides                                                                         |
|                     |                                                                                                   |
|                     | Annulocystis                                                                                      |
|                     |                                                                                                   |
|                     | Atalostrophion                                                                                    |
|                     |                                                                                                   |
|                     | Coeliodidymocystis                                                                                |
|                     |                                                                                                   |
|                     | Coeliotrema                                                                                       |
|                     |                                                                                                   |
|                     | Colocyntotrema                                                                                    |
|                     |                                                                                                   |
|                     | Didymocylindrus                                                                                   |
|                     |                                                                                                   |
|                     | Didymocystis                                                                                      |
|                     |                                                                                                   |
|                     | Didymoproblema                                                                                    |
|                     |                                                                                                   |
|                     | Gonapodasmius                                                                                     |
|                     |                                                                                                   |
|                     | Lobatozoum                                                                                        |
|                     |                                                                                                   |
|                     | Nematobothrioides                                                                                 |
|                     |                                                                                                   |
|                     | Nematobothrium                                                                                    |
|                     |                                                                                                   |
|                     | Neodiplotrema                                                                                     |
|                     |                                                                                                   |
|                     | Neonematobothrioides                                                                              |
|                     |                                                                                                   |
|                     | Neounitubulotestis                                                                                |
|                     |                                                                                                   |
|                     | Oesophagocystis                                                                                   |
|                     |                                                                                                   |
|                     | Opepherotrema                                                                                     |
|                     |                                                                                                   |
|                     | Opisthorchinematobothrium                                                                         |
|                     |                                                                                                   |
|                     | Orbitonematobothrium                                                                              |
|                     |                                                                                                   |
|                     | Ovarionematobothrium                                                                              |
|                     |                                                                                                   |
|                     | Phacelotrema                                                                                      |
|                     |                                                                                                   |
|                     | Platocystis                                                                                       |
|                     |                                                                                                   |
|                     | Reniforma                                                                                         |
|                     |                                                                                                   |
|                     | Unitubulotestis                                                                                   |
|                     |                                                                                                   |
|                     | Univitellannulocystis                                                                             |
|                     |                                                                                                   |
|                     | Univitellodidymocystis                                                                            |
|                     |                                                                                                   |
|                     | Dermatodidymocystis vivipara                                                                      |
|                     |                                                                                                   |
|                     | Dermatodidymocystis viviparoides                                                                  |
|                     |                                                                                                   |

|  | Dermatodidymocystis vivipara     |
|  |                                  |
|  | Dermatodidymocystis viviparoides |
|  |                                  |